# BMW 7-serie
BMW 7-serie är en bilmodell från BMW lanserad 1977. Modellen är en stor lyxbil och BMW:s flaggskepp. Den tillverkas som 4-dörrars sedan och är bakhjulsdriven. Motorprogrammet har bestått av raka sexor, V8:or och V12:or. Den första dieselmotorn kom med E38. Sedan E32:an har även versioner med förlängd hjulbas sålts (för att möjliggöra ett större baksätesutrymme), dessa har även ett L (ty. Lang) i modellbeteckningen.

## Modellgenerationer
- BMW E23 (1977-1986)

- BMW E32 (1986-1994)

- BMW E38 (1994-2001)

- BMW E65/E66/E67 (2001-2008)

- BMW F01/F02/F03/F04 (2008-2015)

- BMW G11/G12 (2015- )

### E23
Första BMW med ABS-bromsar, även först med airbag. Första BMW:n med bensinturbo innan BMW 335i med bi-turbo dök upp 2006.

### E32
Första bil med xenonljus 1991 tidig/först? med parkeringsradar (PDC på BMW-språk) 1990. Första modellserien som utrustats med en V12-motor i BMW 750 1987.

### E38
Första europeiska bil med fabriksnavigation hösten 1994, första BMW med aktiv farthållare. Facelift 1999.

### E65/E66/E67

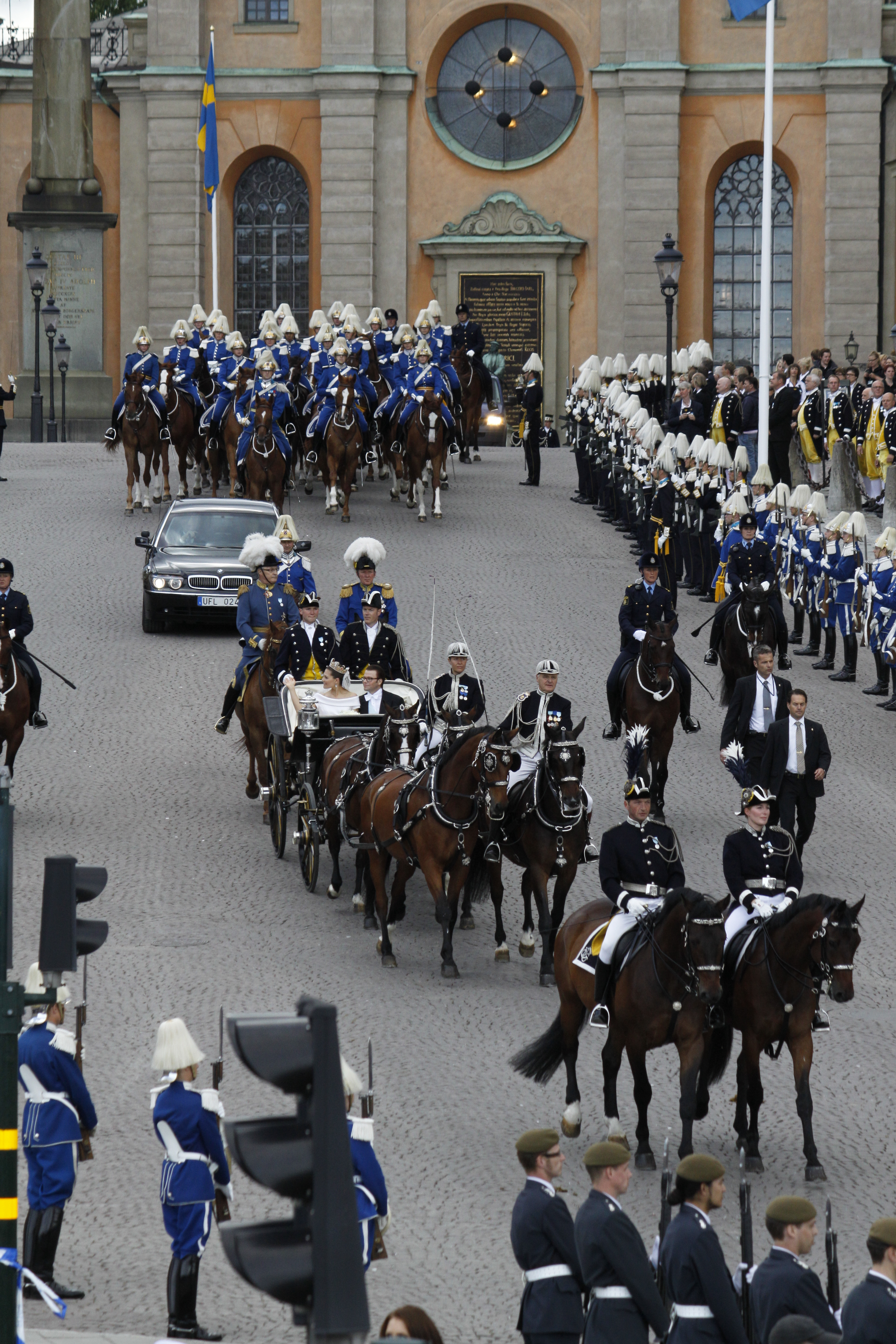
En BMW E67 användes vid det svenska kronprinsessbröllopet 2010.

En av de större nyheterna hos fjärde generationens 7-serie var iDrive, ett system som bestod av en bildskärm högst på instrumentpanelen samt ett vred med tillhörande knapp på kardantunneln. Med detta system sköttes många av bilens funktioner som till exempel radio-/musikanläggning, GPS-navigation, klimatanläggning m.m.
Denna generations yttre formgivning, som leddes av Chris Bangle, var inte lika konservativ som föregående generationer och fick ett blandat mottagande vid lanseringen. 2005 uppdaterades bilen med bl.a. nydesignad front. Formgivningen leds inte längre av Chris Bangle.
E67 är den bepansrade versionen. Norges statsminister åker en, svenska polisen har två.
Skillnaden mellan E65 och E66 är främst olika hjulbas; 2990 mm respektive 3130 mm.

### F01/F02
Med den nya generationen 7-serien som presenterades 2009 inledde BMW en ny era. Designen, som inte är Chris Bangles verk, är mer återhållet konservativ och det för Bangles bilar karakteristiska bakpartiet är också borta. I övrigt är bilen också tydligt riktad mot kunder med smak för lyx och komfort med både ett mer återhållsamt chassibeteende och en interiör som tydligt flirtar med lyxsökande kunder. Överlag har denna generation fått ett mycket gott mottagande av pressen.